# Buenos Aires, Tuxtla Gutiérrez
Buenos Aires är en ort i Mexiko.   Den ligger i kommunen Tuxtla Gutiérrez och delstaten Chiapas, i den sydöstra delen av landet, 700 km öster om huvudstaden Mexico City. Buenos Aires ligger 736 meter över havet och antalet invånare är 166.
Terrängen runt Buenos Aires är kuperad åt sydväst, men åt nordost är den bergig. Terrängen runt Buenos Aires sluttar söderut. Runt Buenos Aires är det mycket tätbefolkat, med 1 463 invånare per kvadratkilometer. Närmaste större samhälle är Tuxtla Gutiérrez, 3,9 km söder om Buenos Aires. I omgivningarna runt Buenos Aires växer huvudsakligen savannskog.